# Fridrich Vilém Haugwitz
Bedřich Vilém hrabě z Haugvic nebo z Haugwitz (německy Friedrich Wilhelm von Haugwitz, 11. prosince 1702, Chróstnik, Knížectví lehnické – 30. srpna 1765 Miroslavské Knínice) byl česko-rakouský šlechtic z rodu Haugviců z Malé Obiše. Působil jako politik, správní úředník a stoupcene osvícenství. Byl hlavním strůjcem první etapy tereziánských reforem. Nejvýznamnějším úspěchem těchto reforem bylo zřízení úřadu Directorium in publicis et cameralibus, kde měl hrabě Haugwitz po většinu svého života hlavní slovo.

## Životopis

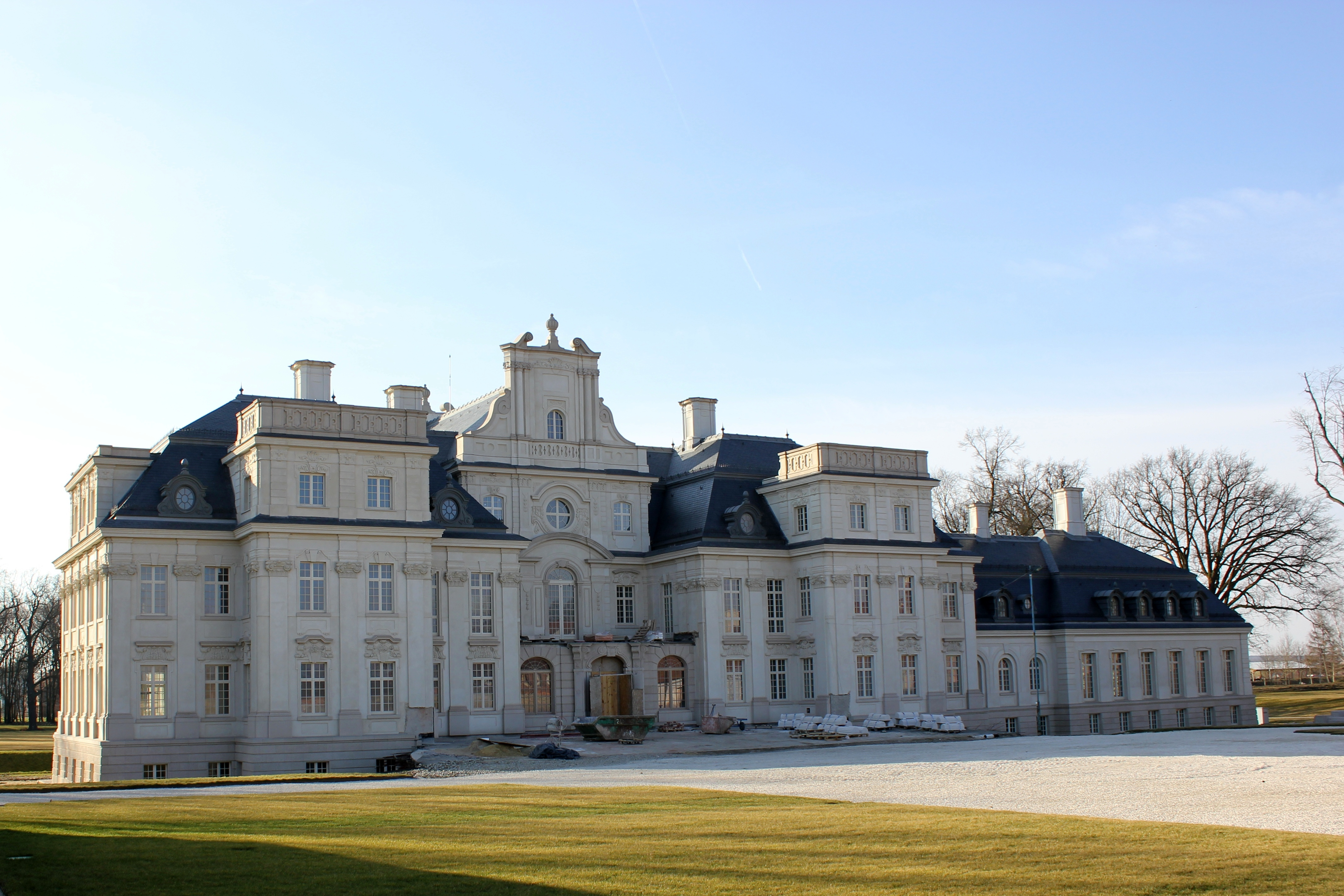
Zámek Haugviců v Chróstniku

Narodil se na zámku v Chróstniku, v Lubinském vojvodství dolnoslezského knížectví, mezi Lehnicí a Vratislaví jako nejstarší syn protestantské rodiny generálmajora Jiřího Karla z Haugwitz (1674–1745), jemuž byl roku 1723 potvrzen český stav svobodných pánů a v roce 1733 mu byl udělen český hraběcí stav. Haugvicové přišli do zemí Koruny české na přelomu 13. a 14. století z Lužice. Usadili se v Čechách a na Moravě, později ve Slezsku a Prusku. Významného postavení dosáhli v kladském hrabství. Přestože byli šlechtou předbělohorskou a českými zemskými patrioty (Haugvicové z lochotínské větve bojovali např. v armádě Jiřího z Poděbrad), významného postavení dosáhli až v době pobělohorské, v osobě Bedřicha Viléma.

### Státní služba
Bedřich po své konverzi ke katolictví v roce 1725 vstoupil do služeb rakouského císaře Karla VI. jako státní úředník ve slezské zemské správě, nejprve ve Vratislavi, kde byl pověřen vedením a dozorem nad kontribučním systémem. Po vpádu pruského krále Fridricha II. do Slezska a po první slezské válce odešel z Vratislavi do Opavy, kde po ztrátě významné části slezského území ve prospěch Pruska následně zastával pozici prezidenta v nově vytvořeném Královském úřadě. Ten byl nejvyšším zemským správním úřadem pro zbývající rakouskou část Slezska ponechanou Habsburkům. Vznikl v roce 1742 z tzv. Vrchního úřadu ve Slezsku (Oberamt in Schlesien) a působil jako státní politický úřad II. stolice. Později, v roce 1783, byl spojen s Moravským zemským guberniem pod jeden úřad s názvem Moravskoslezské gubernium. V roce 1742 získal Haugwitz Bílsko, toto panství mu Marie Terezie povýšila na stavovské panství. V Opavě také Haugwitz v roce 1743 vypracoval pro Marii Terezii obsáhlou zprávu o příčinách rakouské válečné prohry, na kterou navazovaly široké návrhy reformy státní správy, zejména v oblasti správy finanční a politické. Jádrem této práce byla myšlenka, že politická a finanční správa celé monarchie musejí tvořit jediný celek.

### Reformy
Z Opavy v roce 1743 předložil císařovně Marii Terezii své návrhy na reformy. Jeho první reforma spočívala ve spojení finanční a politické správy. V roce 1747 byl pověřen správou v Kraňsku a Korutanech. O dva roky později se reformy začaly uskutečňovat: byly zrušeny Rakouská a Česká dvorská kancelář, které nahradily Directorium in publicis et cameralibus a Nejvyšší soudní úřad. Haugwitz se stal prezidentem direktoria. V roce 1749 vytvořil Haugwitz nezávislou policejní komisi (Polizeihof Kommision), jejíž úkoly byly bezpečnostní a ekonomické. Zároveň Haugwitz zřídil ve všech provinčních metropolích policejní ředitelství s ústředím ve Vídni. Jeho zásluhou se policie změnila ve státní instituci. Důsledkem toho byl postupný vznik policejních ředitelství v celé Rakouské říši, přičemž v Opavě a v Brně došlo ke zřízení policejních ředitelství v roce 1786. V roce 1753 získal titul nejvyššího českého a prvního rakouského kancléře. Direktorium zaniklo během sedmileté války v roce 1761. Kromě toho byl jmenován v roce 1760 státním ministrem vnitřního obchodu nově zřízené Státní rady.

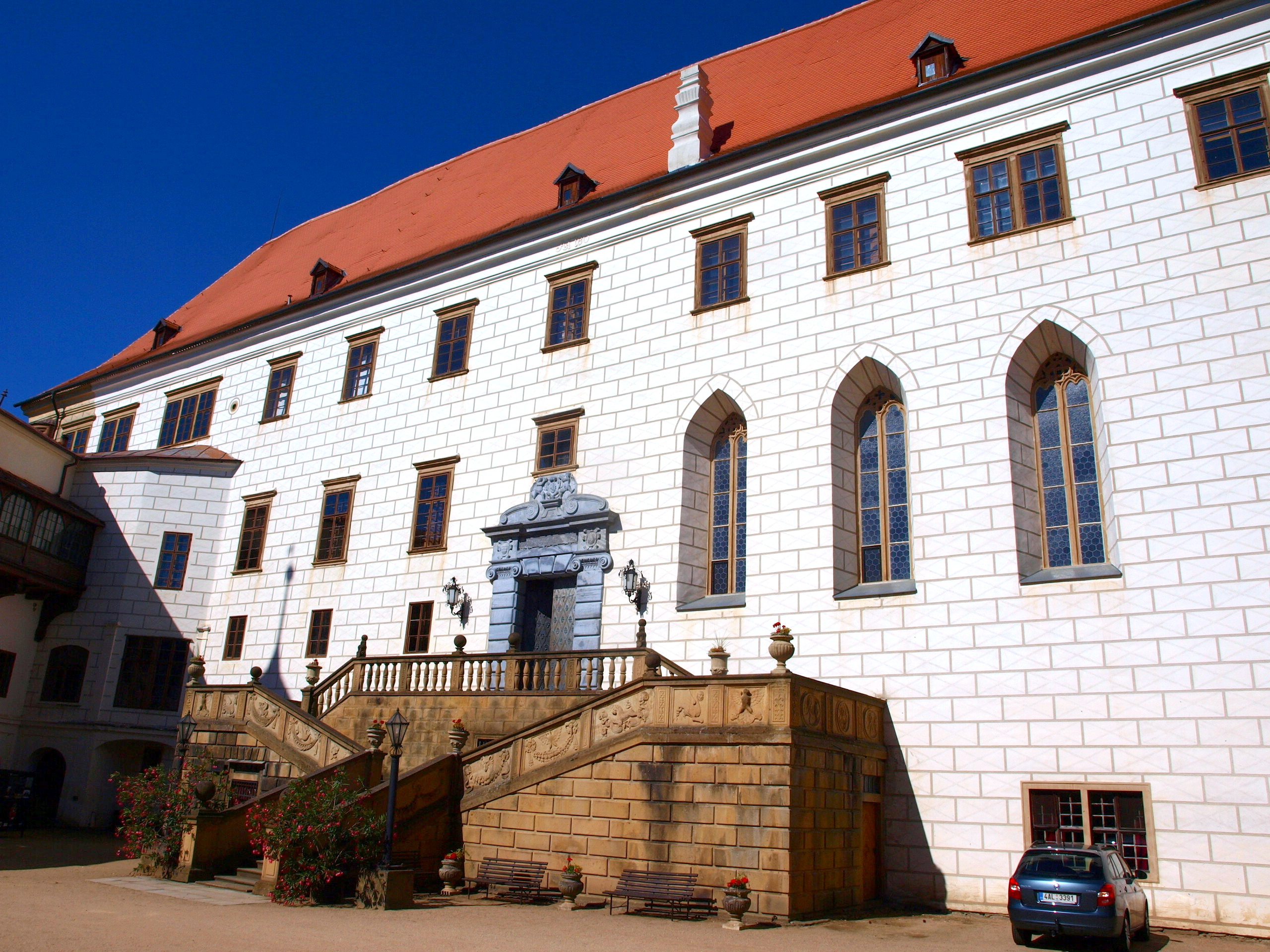
Zámek Náměšť nad Oslavou, místo života i skonu hraběte Bedřicha Viléma

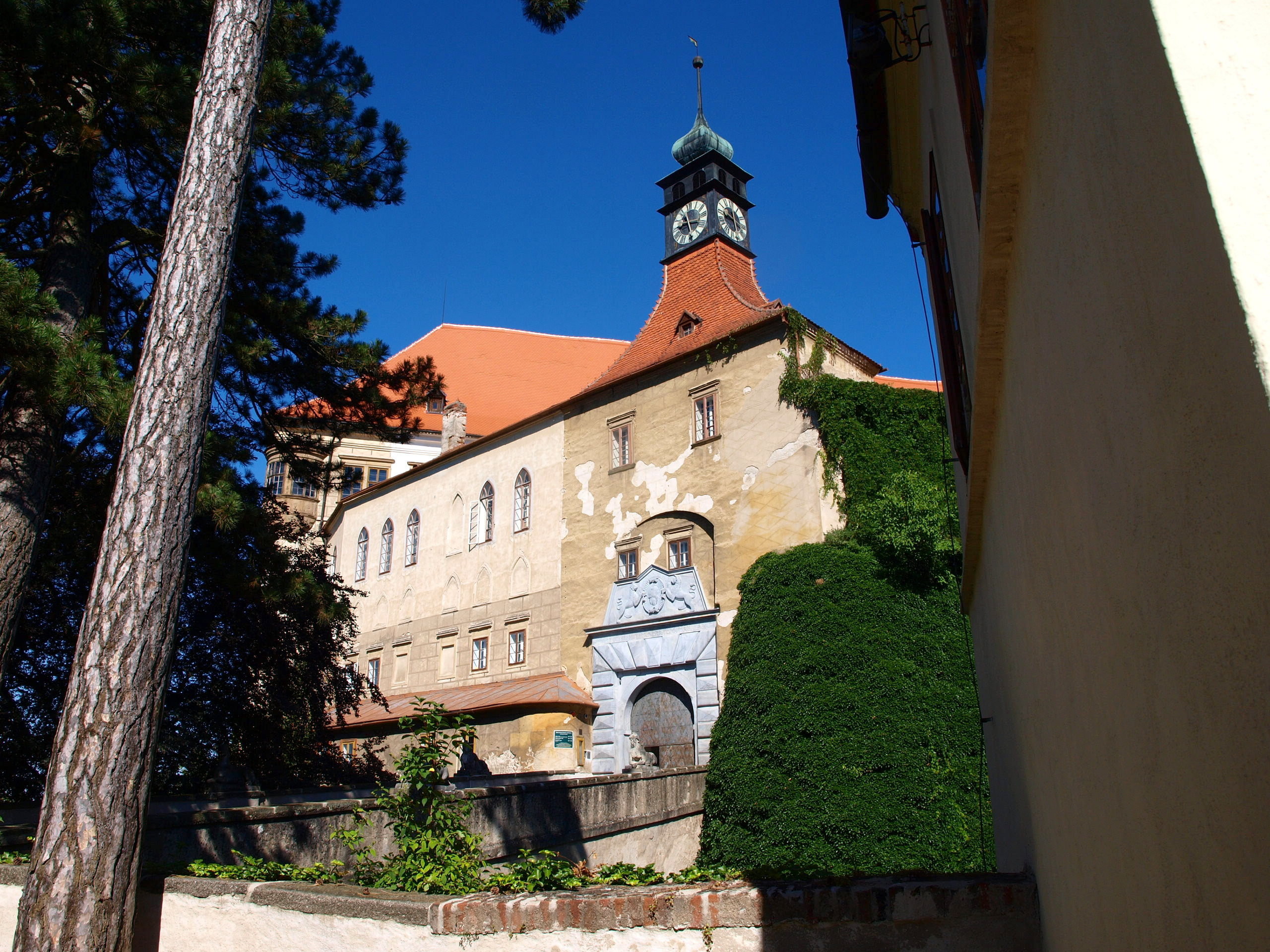
Zámek Náměšť nad Oslavou

V Opavě v roce 1742 vznikl rovněž další důležitý úřad, a to generální daňový výběrčí úřad, který byl navazujícím úřadem obdobného úřadu, jenž fungoval do té doby ve Vratislavi. Haugwitzovy návrhy státní správy Marie Terezie akceptovala, v tomtéž roce započala s jejich realizací a Haugwitz se stal císařovniným prvním rádcem. Jeho návrhy byly namířeny především proti stavovské autonomii úřadů, resp. stavovské zemské správě a zemským zřízením. Podporovaly habsburské centralizační snahy a podřízenost úřadům ve Vídni a panovnickému dvoru. Jako první bylo přesně podle těchto návrhů reorganizováno složení a činnost opavského královského úřadu, který se tímto stal zemským úřadem odpovídajícím představám habsburské centralizace. Po úspěchu těchto návrhů ve Slezsku odešel Haugwitz v roce 1746 z pozice prezidenta opavského královského úřadu a o rok později byl pověřen vedením správy a její organizace v Kraňsku a Korutanech, kde své návrhy mohl uplatit v širším měřítku. Zde byla finanční a politická agenda odňata stavům a svěřena tzv. deputaci. Stavům tak prakticky zůstala možnost zasahovat pouze do záležitostí soudnictví.
Hlavní zásadou Haugwitzových kroků bylo nejen odstranění finančních záležitostí z rukou stavů, ale stejně tak se velmi intenzivně zasazoval o odebrání stavovského vlivu v armádních záležitostech a to, pokud možno, v celé monarchii. Po válečném neúspěchu ve Slezsku, který Marie Terezie velmi těžce nesla, uvědomujíc si, že na počátku čtyřicátých let šlo vůbec o samotnou existenci či neexistenci rakouského císařství, byla pro Haugwitze a jeho reformy důležitá její osobní podpora návrhu, aby rakouská monarchie v době míru byla ochotna a hlavně finanční schopna udržovat stálé stavy vojska o síle přibližně 108 000 mužů. K tomuto účelu bylo nutné získat pravidelný roční příjem ve výši 14 milionů zlatých. Tyto prostředky měly být vyjednány smlouvami se stavy jednotlivých zemí, které měly platit po dobu deseti let částku pět milionů zlatých, což bylo podstatně více než doposud. Jako kompenzaci měli získat od vídeňské vlády příslib, že od nich za žádných ani mimořádných okolností nebude požadovat vyšší částky a že stavy přijdou o povinnost naturálně zásobovat vojsko a zbude jim pouze povinnost ubytovat armádu v případě potřeby. Sněmovní jednání se tak stala pouhou formalitou a stavové ztratili možnost vyvíjet na vládu nátlak, což posilovalo panovnický centralismus říše a později se tento nepoměr ještě prohluboval.
Stavy tyto návrhy přijaly, zejména ke snadnému prosazení došlo v Čechách, kde mezi panovnicí a stavy pokračovalo napětí z roku 1741, kdy čeští stavové ve své většině holdovali bavorskému kurfiřtovi a odpůrci Pragmatické sankce Karlu Albrechtovi, který se v té době v Čechách nechal korunovat jako protikrál Karel III. K dalším reformním krokům v reorganizaci armády patřilo ustanovení panovníka s konečnou platností jako vrchního velitele všech armád v říši. Rovněž došlo k zavedení speciálních vojenských škol pro důstojníky, kde se učili válečné taktice, způsobům boje a velení. Rakouská armáda získala jednotné uniformy a došlo k posílení tělesné zdatnosti vojska. Mnoha dalšími způsoby byla zvyšována bojeschopnost i v době míru. K tomu rovněž přispělo zavedení povinných odvodů k vojsku.
V celé monarchii byla rovněž zahájena reforma policejních sborů. Ve všech provinciích došlo k vytvoření policejních komisařství a jejich vedení bylo centralizováno v hlavním městě Vídni. Z policie se tímto stala státní organizace a podobným způsobem došlo k reorganizaci soudnictví. Tento model vydržel dlouhou dobu až do roku 1918.
Ačkoliv finanční správní reformy stály na základě centrálních státních institucí a jejich úředníci byli součástí zeměpanského orgánu, netěšili se Haugwitzově důvěře. Ten se obával jejich neloajality a začal proto tvořit model duálního správního systému. Vedle existujících státních úřadů tak vytvořil tzv. královské deputace. Ty byly zřízeny v Čechách a na Moravě a podléhaly hlavní deputaci ve Vídni, v jejímž čele stál Haugwitz jako prezident. Ve Slezsku nebylo nutné tyto deputace zavádět. Jednak proto, že větší část území okupovalo Prusko a v jeho zbývajícím území měly Haugwitzovy reformy svůj počátek. Tento stav dvojité státní správy však nebyl dlouhodobě udržitelný.
V roce 1745 byl vytvořen Nejvyšší revizní soud, který plnil úlohu nejvyšší soudní instance pro české a rakouské země. Skrz něj se odvolávalo ke dvoru a tím došlo k odebrání části soudní agendy rakouské a české kanceláře. Tímto byl jejich vliv omezen, přestože jim zpracování těchto odvolání nadále zůstávalo. Byl to však první krok k následující vlně opatření, která znamenala minimalizaci stavovské správy a zrušení jednotlivých zemských kanceláří. K tomu došlo po vlně příprav 2. května 1749, kdy Marie Terezie oznámila změnu v organizaci státní správy pod vedením Haugwitze. Tomu byl vzorem tehdejší úhlavní nepřítel Prusko, které bylo s reformami státní správy a vojska na tak vysoké úrovni, že tvořilo tehdejší středoevropskou velmoc, se kterou se ani rakouské země po zkušenostech ze ztráty Slezska nemohly rovnat. Vzorem pro centralizační reformy byl zejména důležitý pruský úřad z roku 1723 s názvem Generální direktorium. De facto se jednalo o kombinovaný úřad dvou ministerstev, konkrétně ministerstva financí a ministerstva vnitra. Jednalo si již o úřad byrokratický, který pracoval vší silou pro zájmy státu, a neprojevovaly se v něm osobní zájmy jednotlivých šlechtických představitelů. Jeho úkolem měla být kromě loajality rovněž ekonomická výkonnost a snížená byrokratická zátěž, ačkoliv poslední jmenovaná vlastnost se v této době, kdy dochází právě k nárůstu a rozvoje byrokratického aparátu, vytvářela spíše opačným směrem. Z tohoto důvodu byly trvale zrušeny rakouská i česká kancelář. Nejvyšší český kancléř Bedřich August z Harrachu (kancléřem byl v letech 1745–1749) se sice pokusil o odpor proti těmto změnám, ale proti Haugwitzovi a snaze o posílení panovnického absolutismu neuspěl. Místo obou zrušených kanceláří byl tedy dle pruského vzoru zřízen jediný centrální úřad, kterým bylo tzv. Directorium in publicis et cameralibus (česky Ředitelství pro záležitosti administrativní a finanční). Pro soudní záležitost byl pak zřízen Nejvyšší soudní úřad (Oberste Justizstelle). V čele Directoria stanul sám Haugwitz a po zrušení titulu nejvyššího českého kancléře přejal jeho pravomoci jako direktoriální prezident. V roce 1753 s nárůstem byrokracie byl sice titul nejvyššího českého kancléře obnoven, jednalo se však již jen o titul formální a jeho nositel byl spojen s rakouským kancléřstvím. Prezident direktoria byl tedy nazýván nejvyšším českým kancléřem a prvním rakouským kancléřem, ale dřívější stavovský charakter této funkce zcela zmizel a tato instituce i k ní přidružené funkce se staly již natrvalo záležitostmi státně politickými. Samotné Directorium však nemělo dlouhého trvání a již v roce 1761 došlo k jeho zrušení a nahrazení Českou a rakouskou spojenou dvorskou kanceláří.
V oblasti soudnictví se stal nejvyšším orgánem justiční správy výše zmíněný Nejvyšší soudní úřad, ve kterém vznikly dva konsesy, český a rakouský. Přesto však soudní agenda byla; ještě částečně roztříštěná a skutečným nejvyšším soudem rakouského státu, s výjimkou Uher, se stal tento úřad až v roce 1782. Sama Marie Terezie se stala předsedkyní dalšího nově vzniklého orgánu politické a finanční správy – Konference in internis, která navazovala na dřívější konference tajné rady. Ty však postupně zanikaly. Nejprve v roce 1741 finanční konference, v roce 1749 konference pro vnitřní záležitosti a konečně v roce 1753 zahraniční konference.

### Neúspěch reforem a odpor proti nim
Samotné reformy státní správy byly velmi nákladné, což vyvíjelo velký tlak na poddané a výběr berně, který se tímto velmi zkomplikoval. Zároveň kvůli odporu poddaných bylo v každé z korunních zemí zřízeno tzv. Iudicium delegatum in causis subditorum, ke kterému se mohli jednotliví poddaní postižení vyšším výběrem berně odvolávat se svými stížnostmi vůči vrchnosti. Jednalo se však až o úřad druhé instance. Funkci první instance plnily v této době jednotlivé krajské úřady. Tento odvolávací úřad záhy zanikl a jeho agenda byla sloučena s již dříve existujícím úřadem Iudicium in causis summi principis et commissorum. To původně řešilo odvolání se ve všech finančních záležitostech, tj. nejen výběru berně ale i jiných poplatků různorodého charakteru.
Odpor stavů postupně posilovaný odnímáním jejich dřívějších pravomocí velmi narostl v době vydání tzv. tereziánského katastru v roce 1748. Jeho sepsání rovněž souviselo s potřebou zaplatit reformu státní správy a finančně podporovat nově vzniklé úřady, zejména se však jednalo o snahu zefektivnit samotný výběr peněz z obhospodařované půdy a postihnout její skutečný stav. Došlo však do té doby k bezprecedentnímu rozhodnutí, kdy byla zdaněna i do té doby zcela svobodná dominikální půda obdělávaná v rámci vlastního režijního podnikání šlechtou a na rozdíl od rustikálu osvobozená od daně. Všeobecného odporu šlechty proti Haugwitzovi později využil jeho nástupce, rádce Marie Terezie Václav Antonín z Kounic-Rietbergu, který ovlivňoval další vývoj správních reforem. Pro odpor šlechty byl tereziánský katastr v roce 1757 revidován, přesto však zůstal jen jako prozatímní a dočkal se náhrady v roce 1785 ve formě Josefinského katastru.
Přestože jeden z důvodů reformy státní správy bylo snížení byrokratické zátěže, opak byl pravdou. Po prvních relativních úspěších Haugwitzových návrhů došlo k nárůstu agendy a s ním i finanční náročnosti úřadů. Ukázalo se, že vytvořená centrální správa je po čase ještě nákladnější než starý model státní správy a dochází k nárůstu počtu úředníku. Agenda Direktoria kupříkladu narostla tak, že z počátečních 16 úředníků jich bylo v roce 1760 potřeba téměř 60. To se dělo např. snahou získat pod svou agendu i pravomoci jiných úřadů, u kterých však po předání této agendy jejich zaměstnanci zůstávali i nadále. Tak se tedy na Directoriu nabalovaly v roce 1752 policejní a nadační dvorská komise, v roce 1753 komerční directorium, v roce 1757 dvorská invalidní komise, vojenská komise pro dluhy a spousta dalších úřadů. To citelně zatěžovalo jednak financování takového úřadu a jednak vytvářelo téměř neřiditelný byrokratický aparát.
Změny, jež probíhaly v organizaci ústřední správy, se projevily také v organizaci nižší úrovně státní správy. Úřad krajského hejtmana si zatím zachoval své stavovské zřízení, v čele krajů zůstali dva hejtmani, jeden z panského a jeden z rytířského stavu. Ale už v roce 1748 stát přebral část nákladů na udržování řádné kanceláře a 23. ledna 1751 byly krajské úřady císařským reskriptem postátněny a staly se tak druhou pravidelnou instancí státní správy. Počet krajů se zvýšil z původních čtrnácti na šestnáct a v čele stál pouze jeden hejtman.
Vlivem sedmileté války s Pruskem došlo k faktickému ekonomickému hroucení země. Toho společně se šlechticko-stavovskou opozicí využil Haugwitzův protivník Václav Antonín Kounic, od roku 1753 státní kancléř. Přestože na jednu stranu souhlasil s centralizací a u mnohých reforem požadoval jejich prohloubení, byl naproti tomu velkým odpůrcem centralizace politické a finanční správy. Povedlo se mu císařovnu přesvědčit, aby v roce 1761 Directorium in publicis et cameralibus zrušila a nejvyšším politickým úřadem pro západní část rakouské monarchie se stala Česká a rakouská dvorská kancelář. Záležitosti financí byly převedeny a rozděleny mezi tři hlavní úřady. Nejdůležitějším a hlavním úřadem byla dvorská komora, která v omezené míře finanční správu Direktoria přečkala jako organizace dbající na správu finančních nákladů dvora a horní záležitosti rakouských zemí. Následně převzala svou původní činnost. Vedle ní byla zřízena generální pokladna, jejímž úkolem byl příjem a výdej peněz dvorské a účetní komoře. Ta zastřešovala všechny účtárny dvorské komory a i generální pokladny a vykonávala nad nimi svůj dohled jako prapočátek institucionalizované kontroly státního hospodářství.
Kounic po ukončení činnosti direktoria zabral Haugwitzovo místo a ten byl odstraněn z většiny svých funkcí. Kounic se pak stal dalším strůjcem tereziánských a později též částečně josefinských reforem. V boji těchto dvou vysokých představitelů Haugwitzovi rovněž přitížil fakt, že veškeré své přípravy reforem dělal tajně bez konzultace s jinými činiteli politické správy, odmítl dokonce byť jen formální účast předsedů zemských vlád.

### Rodina a závěr života
Bedřich Vilém z Haugwitz byl dvakrát ženatý, jeho první manželkou se stala Eleonora, hraběnka z Nostic († 1736), jeho druhou ženou pak Hedvika, hraběnka z Frankenbergu. Po složení úřadu se Bedřich uchýlil na své panství v Náměšti nad Oslavou, které zakoupil za částku 460 000 zlatých již v období vrcholu své politické kariéry, roku 1752. V létě roku 1765 Bedřich odcestoval do Knínického zámku, kde se jeho zdravotní stav rychle zhoršil po nákaze úplavicí. Na její následky zde zemřel 30. srpna roku 1765. Jeho tělo bylo převezeno do Náměšti, kde bylo 1. září 1765 pohřbeno v kryptě kostela svatého Jana Křtitele. Bedřichova smrt zasáhla i císařovnu Marii Terezii, která vdově zaslala písemnou kondolenci. Ostatky Bedřicha a jeho zesnulé ženy byly 19. února 1768 přemístěny do nové rodinné hrobky, zřízené v kapucínském kostele u zámku v Náměšti. V literatuře je někdy jako datum Bedřichovy smrti uváděno chybné 11. září 1765.